# Coriolis II
Pour les articles homonymes, voir Coriolis.
Le Coriolis II est un navire de recherche océanographique canadien. Construit pour la garde côtière canadienne par les chantiers navals de la Versatile Pacific Shipyards Ltd. de North Vancouver en 1990-1991, il est lancé en 1991 et utilisé comme navire de patrouille en mer jusqu'en 1997. Il a été vendu en 2001 à un regroupement d'universités québécoises, réunies en consortium sous le nom de REFORMAR, afin d'être converti en navire de recherche océanographique. Depuis 2002, il contribue à la recherche dans l'estuaire et dans le golfe du Saint-Laurent en étant le navire de recherche de l'Institut des sciences de la mer de Rimouski (ISMER).

## Origine du nom
Le navire a été nommé Coriolis II en l'honneur de Gaspard-Gustave Coriolis, un mathématicien français. En effet, un de ses théorèmes de cinématique, la force de Coriolis, est essentiel dans la compréhension des courants marins.

## Historique

### Carrière dans la Garde côtière canadienne

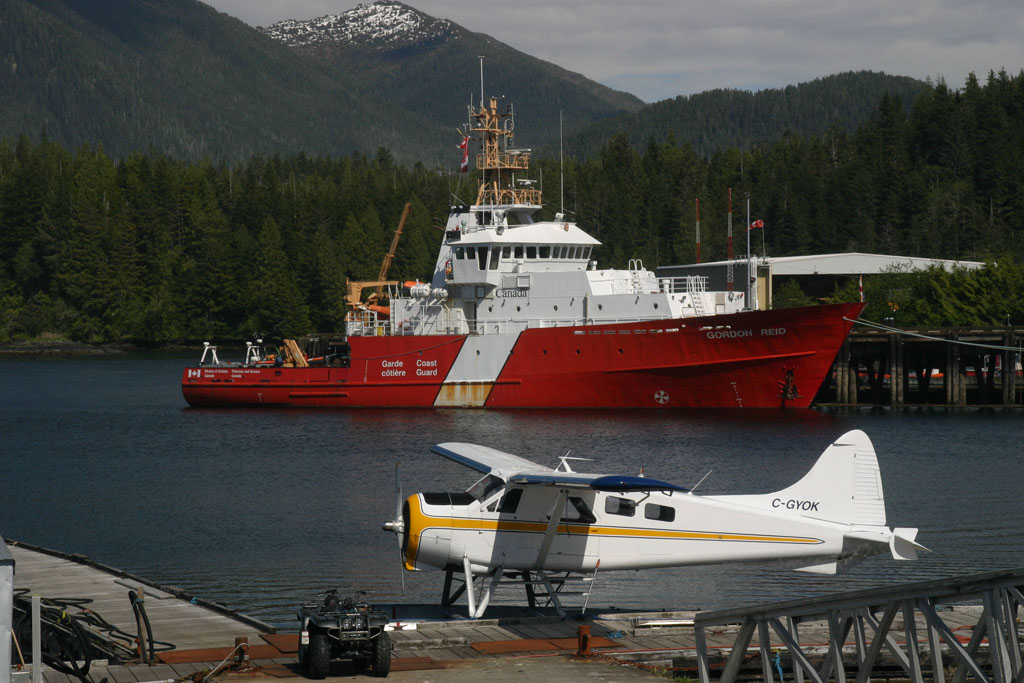
Le NGCC Gordon Reid navire jumeau du Coriolis II

La construction du NGCC John Jacobson débute en janvier 1990 dans les chantiers navals de la Versatile Pacific Shipyards Ltd. de 
North Vancouver en Colombie-Britannique,. Lancé par la Garde côtière canadienne en 1991, le NGCC John Jacobson a été en service comme patrouilleur semi-hauturier jusqu'en 1997,.

### Conversion en navire océanographique

Le Coriolis II arrive au port de Rimouski durant l'été 2008

Le 7 mai 2001, il a été acheté par un consortium composé de quatre universités québécoises,, soit l'UQAR / Institut des sciences de la mer de Rimouski (ISMER), l'Université Laval / Groupe interuniversitaire de recherches océanographiques du Québec (GIROQ), l'UQAM et l'Université McGill. Pour financer l'acquisition, le consortium universitaire a bénéficié d'une aide financière de la Fondation canadienne pour l'innovation (FCI) et du gouvernement du Québec au montant de 12 millions de dollars.
Le navire fut transformé en navire de recherche océanographique par le groupe Concept Naval R. Desgagnés, et les travaux ont eu lieu au chantier maritime Davie de Lévis, entre la fin de 2001 et le début de 2002. Le 11 octobre 2002, le navire fut rebaptisé Coriolis II au quai de Rimouski. Il remplace alors le N/R Alcide C. Horth, le tout premier navire de recherche à appartenir à l'ISMER, qui fut en service de 1988 à 2002. La gestion des opérations du navire N/R Coriolis II a été confiée à Reformar, situé depuis 2008 à l'Université du Québec à Rimouski et partenaire de l'ISMER-UQAR.

## Océanographie et autres projets liés à la mer

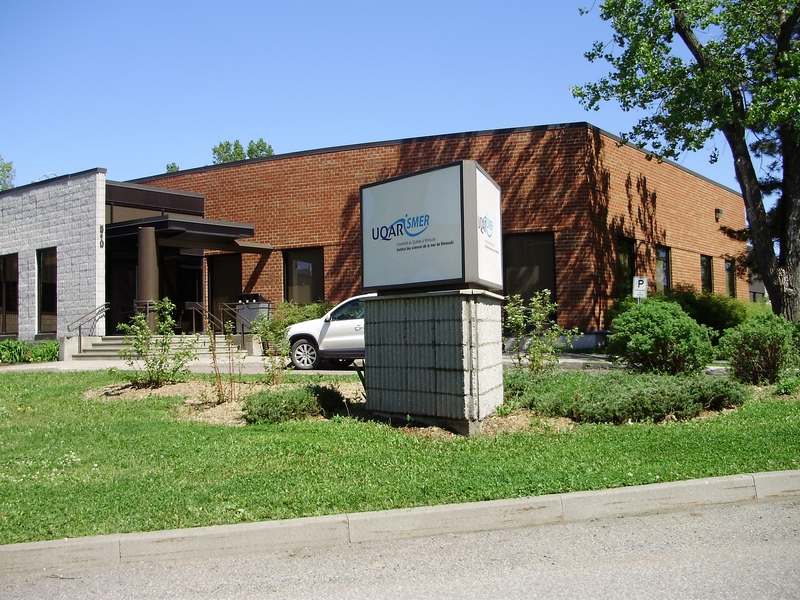
Pavillon principal de UQAR / ISMER à Rimouski

L'ISMER (Institut des sciences de la mer de Rimouski) fut renommé ainsi en 1999, auparavant nommé INRS-Océanologie. Il compte sur une main-d'œuvre ultra-spécialisée dans la recherche en milieu marin, et réunit des océanographes, des biologistes, des géologues, des chimistes et des physiciens.
Ces chercheurs utilisent le Coriolis II pour différents types de recherche dans l'estuaire du fleuve Saint-Laurent, ainsi que dans la rivière Saguenay. Les ressources biomarines, la pollution, les effets du réchauffement planétaire y sont régulièrement vérifiés.
Ces chercheurs et professeurs assurent aussi l'enseignement à plus d'une centaine d'étudiants au baccalauréat en biologie marine et à la maîtrise en océanographie. Tous y acquièrent de l'expérience tout en participant à des missions stages scientifiques à bord.
Le navire est doté d'un sondeur bathymétrique qui sert à cartographier les fonds marins. 
 
De même il peut assurer des mouillages de recherche de différents types avec son système de treuillage et son portique arrière d'une capacité de 9 tonnes, permettant d'effectuer des tâches faisant appel à des instruments lourds : l'installation de courantomètres, le chalutage, le carottage, le CTD, le sonar à balayage latéral.

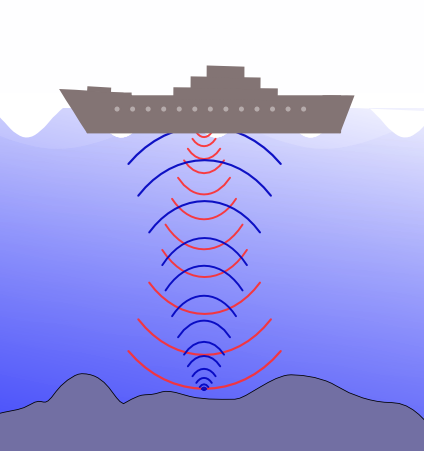
Sondeur bathymétrique

Il permet également d'effectuer des travaux de station, comme la collecte d'échantillons dans la colonne d'eau à différentes profondeurs, avec une rosette munie de plusieurs bouteilles Niskin (bouteille de prélèvement), toujours avec l'aide du positionnement très précis du système GPS. 
Très polyvalent, le Coriolis II, en plus de servir à la recherche et à l'enseignement, peut être utilisé en location pour différents autres projets reliés à l'océanographie. Le NCSM Québec l'utilise d'ailleurs chaque année comme navire-école pour la formation des Cadets de la Marine royale canadienne.
Il permet de former une nouvelle génération de chercheurs et contribue activement au développement de la région, avec un budget de fonctionnement de plus d'un million de dollars par année.

### Missions du navire
Compte tenu de la faiblesse des budgets gouvernementaux de recherche, le navire a été affrété par des entreprises pétrolières en 2006 et 2008 afin d'aller chercher 50 % de son budget de fonctionnement et de le maintenir en opération. En 2010, Reformar propose au ministère des Ressources naturelles du Québec d'utiliser le navire pour l'expérimentation de nouvelles techniques « nouvelles techniques d'exploration et d'exploitation du gaz et du pétrole sous-marin. »
De 2010 à 2013, des chercheurs rempliront un contrat du Gouvernement du Québec portant sur l'étude sur l'érosion des berges dans trois secteurs de la rive du Saint-Laurent.
À l'automne 2011, le Coriolis II participe à une importante mission dans l'est du Canada devant durer plusieurs semaines. Ils effectuent des recherches géomatiques marines sur une distance de 800 milles marins, pour la mise en place d'un câble optique, à partir de la côte est du Canada jusqu'en Angleterre.

## Données techniques
- Date d'immatriculation : 13 août 1991[20]
- Port d'enregistrement : Québec
- Port d'attache : Rimouski[20]
- MMSI : 316133000
- Classification: UMS, ABS, ISM, ISPS et la Certification de l’Alliance verte ( Performance environnementale )
- Coque n° : 558
- Propulseur d'étrave : 400 ch à puissance variable[20]
- indicatif : CGDN[20]
- données complètes du navire sur le site de Reformar[21]

## Galerie de photos

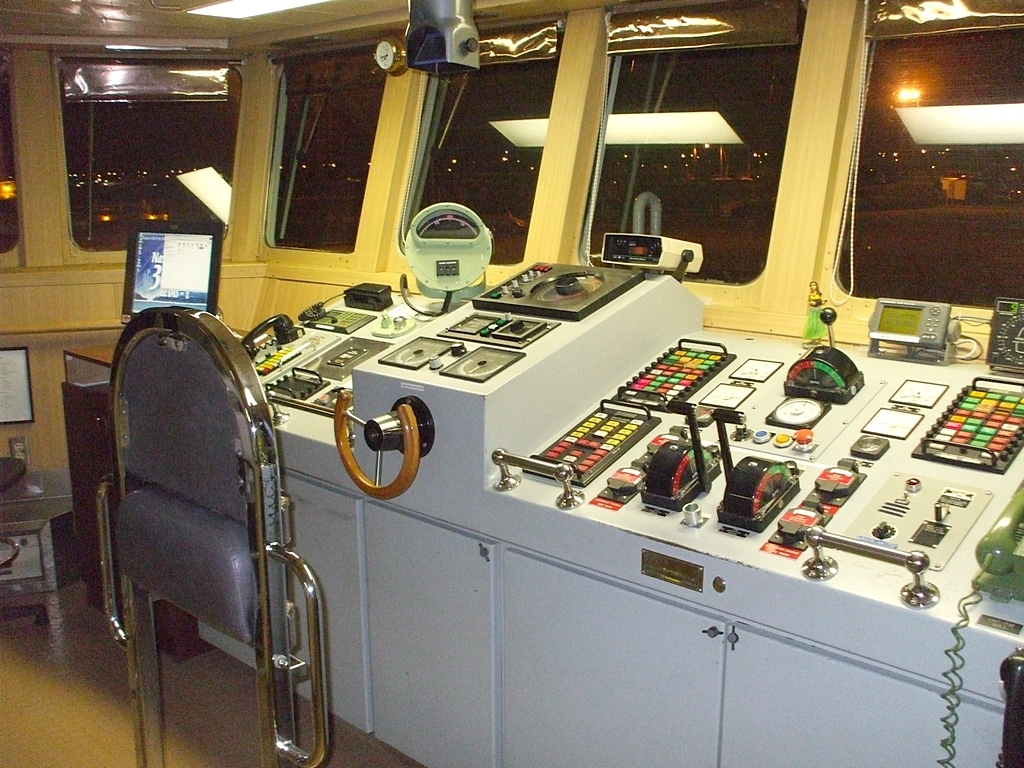
Dans la timonerie du Coriolis II.
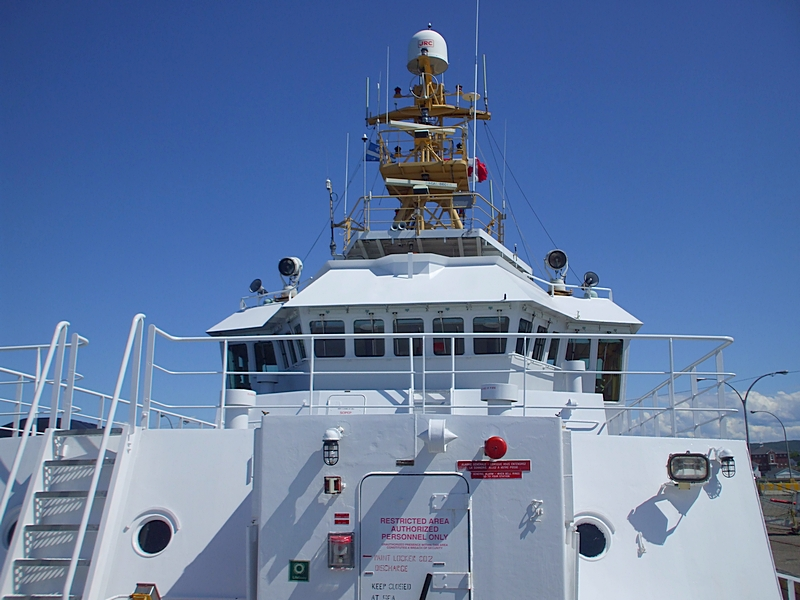
Extérieur de la timonerie, vue du gaillard d'avant.
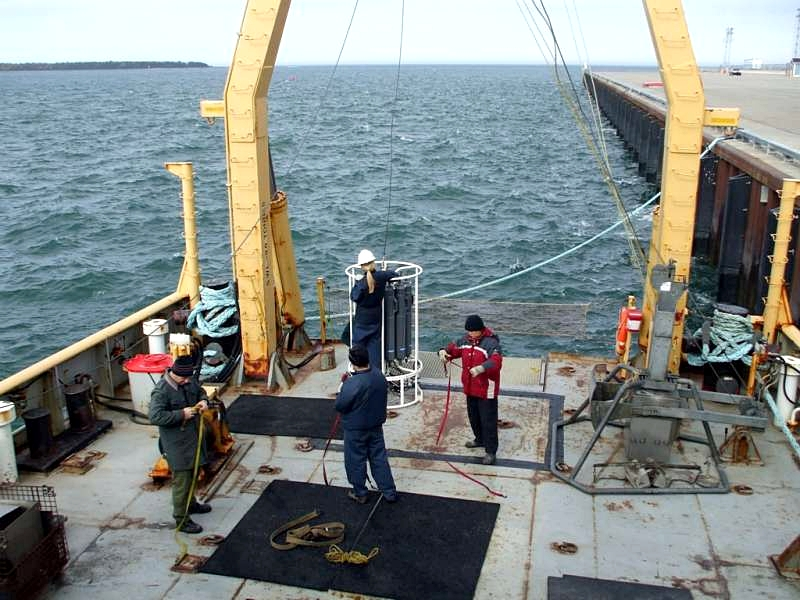
Le gaillard d'arrière.
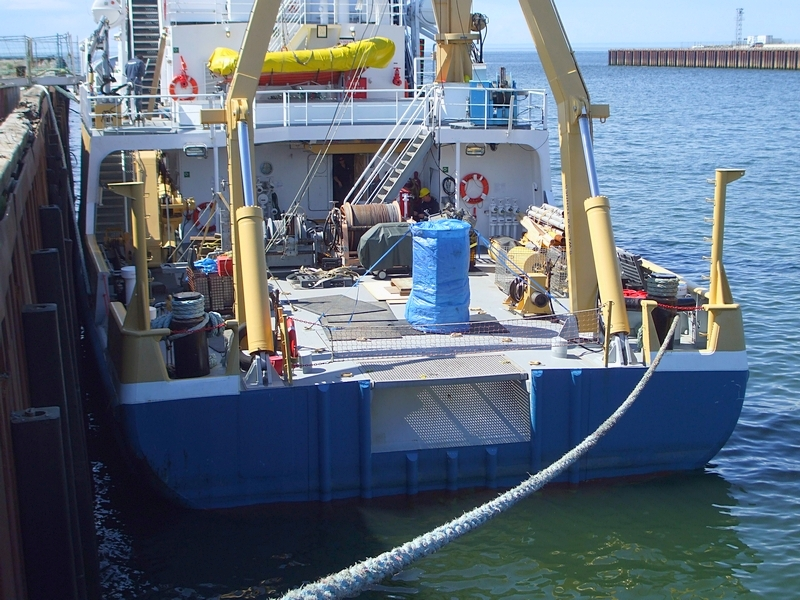
Autre vue du gaillard d'arrière.
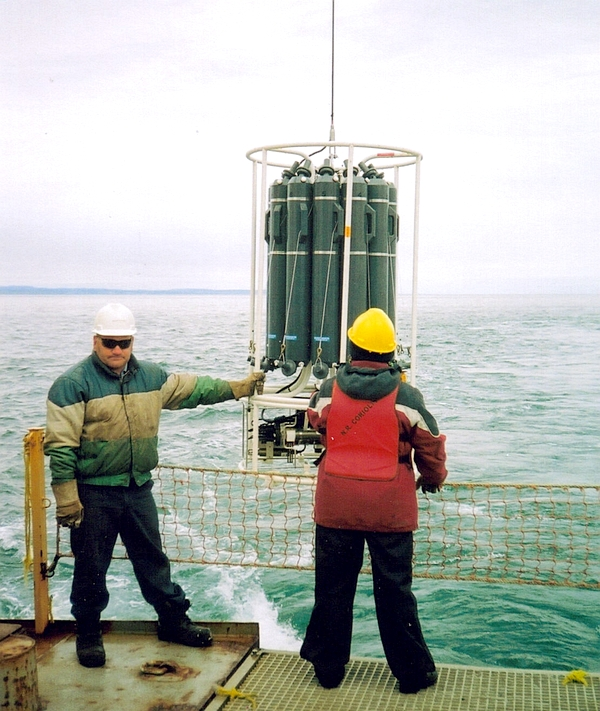
Déploiement d'une rosette[22].
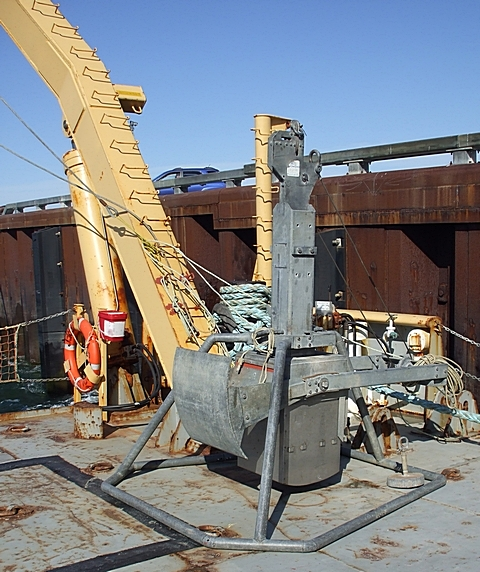
Le carottier est muni d'une boîte cubique, pour la collecte d'échantillons du fond marin[12].
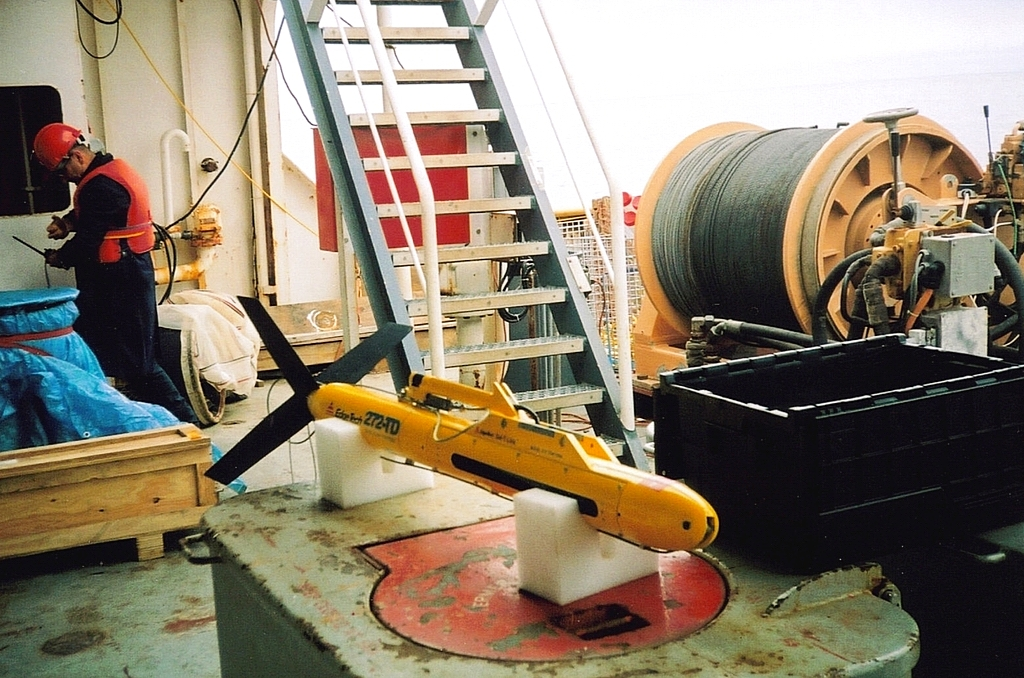
Le sonar à balayage latéral[14].
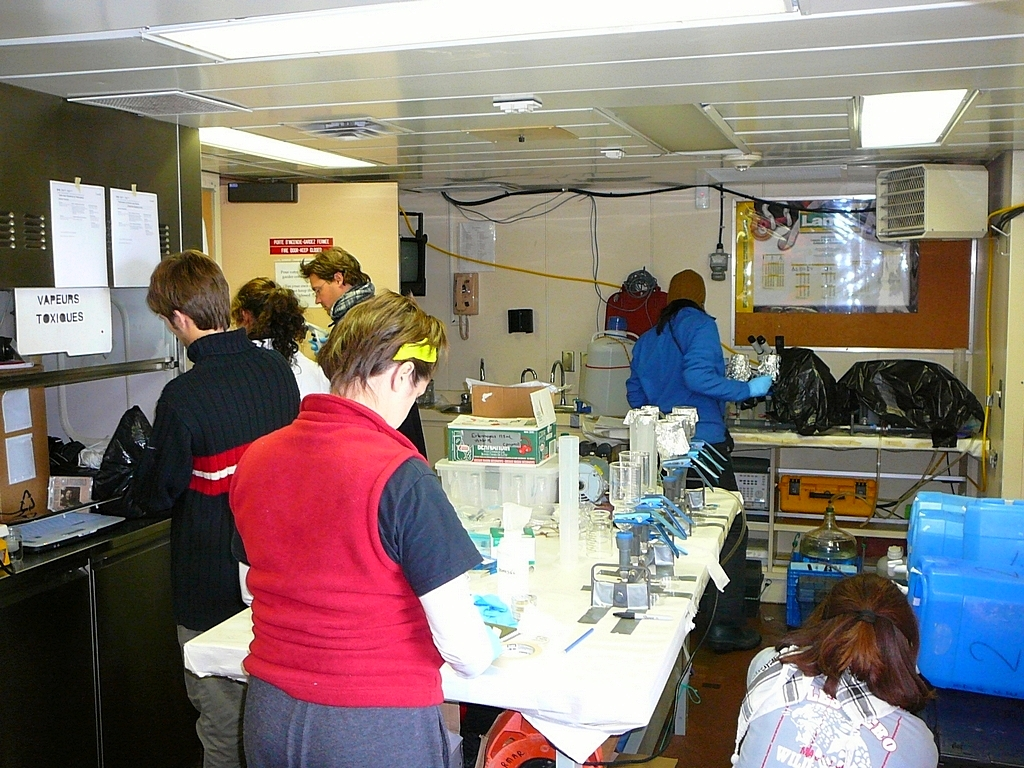
Un des laboratoires[11].
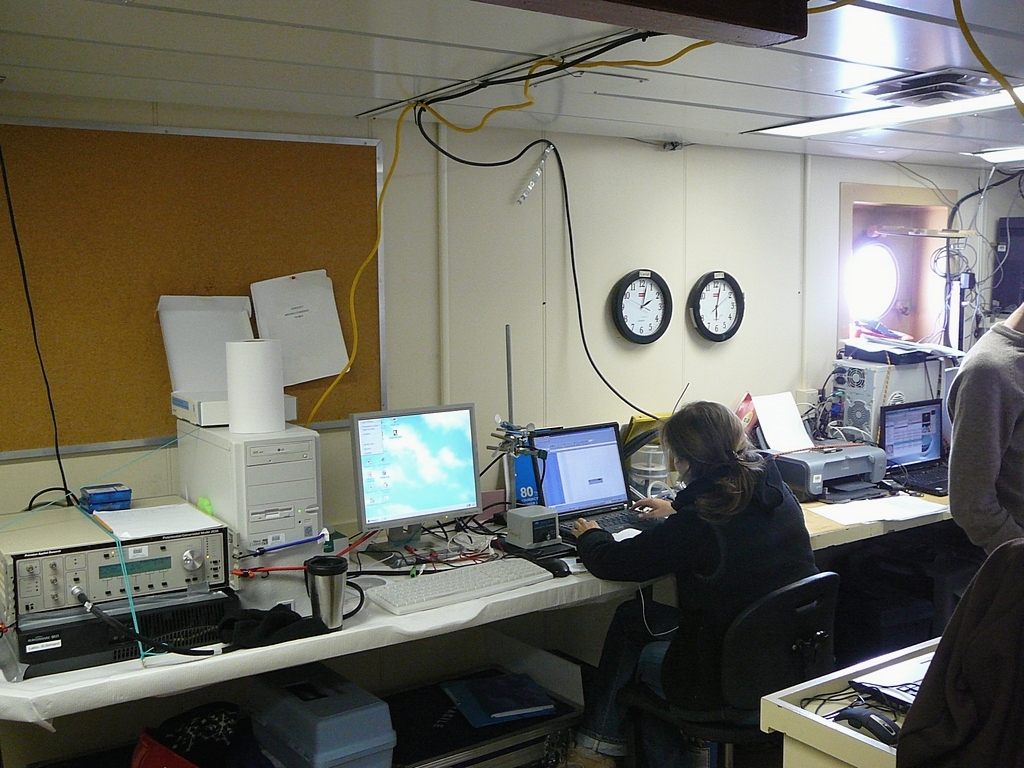
Autre vue d'un laboratoire.
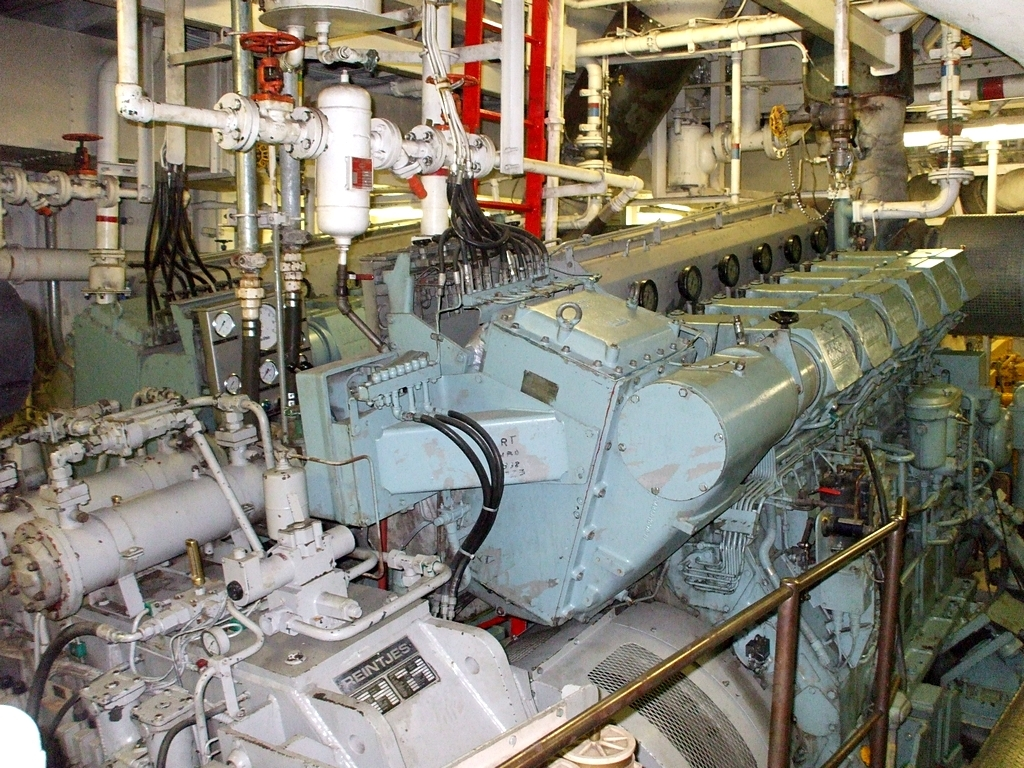
Un des quatre moteurs Deutz AG.
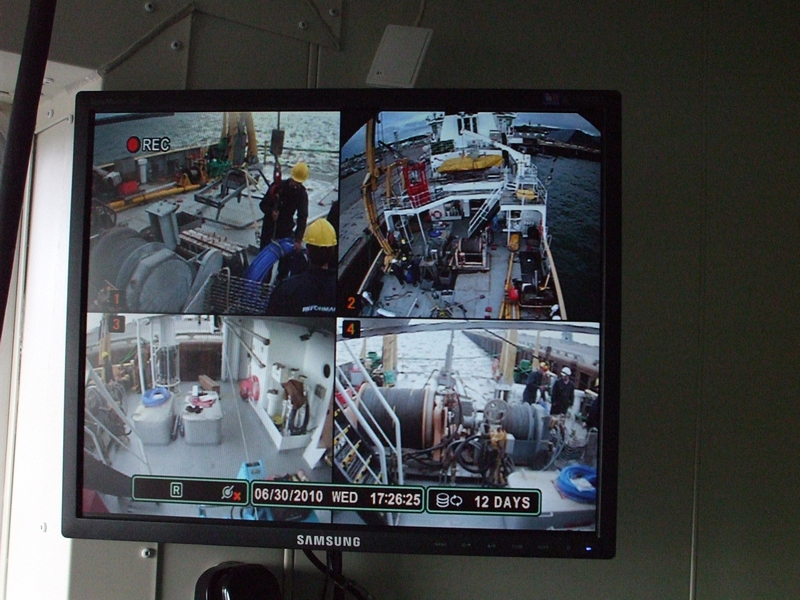
Système de caméra de surveillance à bord.
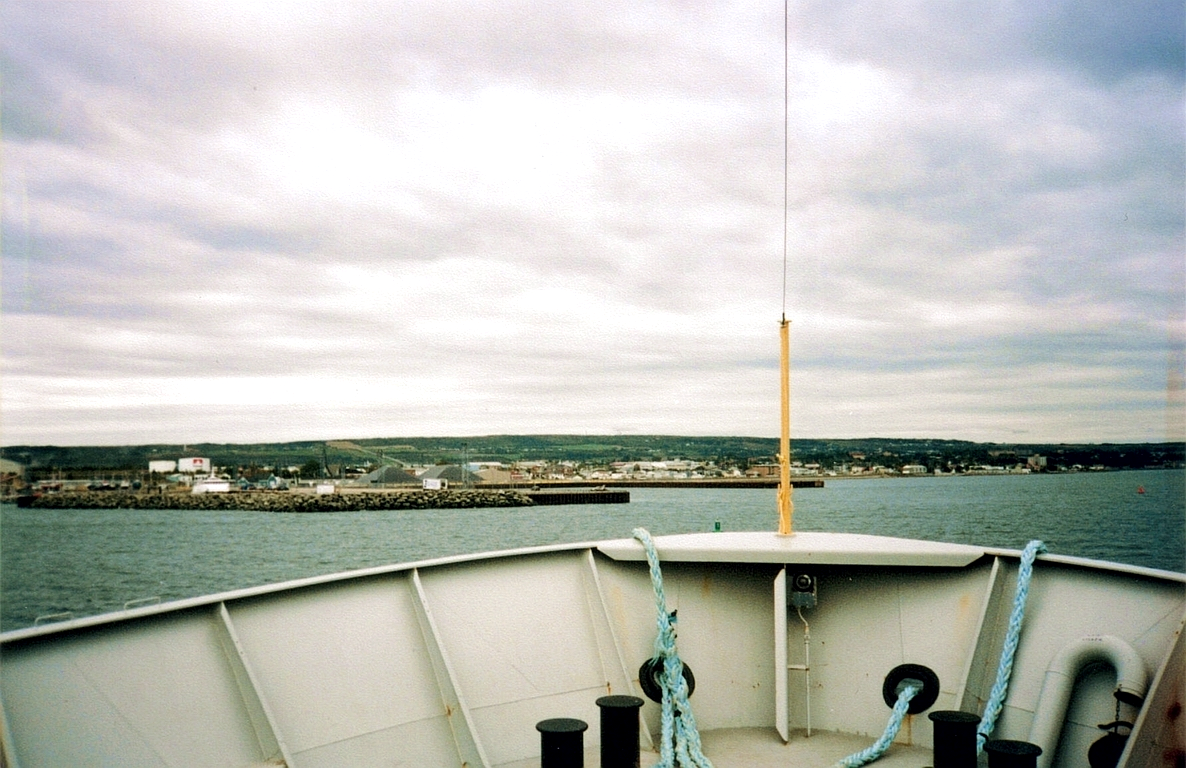
Le Coriolis II arrive à Rimouski, son port d'attache.